# Idiomacromerus gallicola
Idiomacromerus gallicola är en stekelart som först beskrevs av Jean Risbec 1952.  Idiomacromerus gallicola ingår i släktet Idiomacromerus och familjen gallglanssteklar. Inga underarter finns listade i Catalogue of Life.